# 凱格利 (伊利諾伊州)
凱格利（英語：Kegley）是位於美國伊利諾伊州富蘭克林縣的一個非建制地區。該地的面積和人口皆未知。

## 地理
凱格利的座標為37°54′34″N 88°44′35″W / 37.90944°N 88.74306°W，而該地的平均海拔高度為156米（即512英尺）。